# Neuseeländische Cricket-Nationalmannschaft in Sri Lanka in der Saison 1987
Die Tour der neuseeländischen Cricket-Nationalmannschaft nach Sri Lanka in der Saison 1987 fand vom 16. April bis zum 10. Mai 1987 statt. Die internationale Cricket-Tour war Bestandteil der Internationalen Cricket-Saison 1987 und umfasste drei Test. Die Serie endete 0–0 unentschieden.

## Vorgeschichte
Für beide Teams war es die erste Tour der Saison.
Das letzte Aufeinandertreffen der beiden Mannschaften bei einer Tour fand in der Saison 1984/85 in Sri Lanka statt.

## Stadien
Die folgenden Stadien wurden für die Tour als Austragungsort vorgesehen.
| Stadion                            | Stadt   | Kapazität | Spiele  |
| ---------------------------------- | ------- | --------- | ------- |
| Colombo Cricket Club Ground (CCC)  | Colombo | 6.000     | 1. Test |
| Sinhalese Sports Club Ground (SSC) | Colombo | 10.000    | 3. Test |
| Asgiriya Stadium                   | Kandy   | 10.300    | 2. Test |

## Kaderlisten
| Test | Test |
| Sri Lanka | Neuseeland |
| --- | --- |
| - Don Anurasiri - Roy Dias - Asanka Gurusinha - Brendon Kuruppu - Kosala Kuruppuarachchi - Ranjan Madugalle - Roshan Mahanama - Chaminda Mendis - Arjuna Ranatunga - Ravi Ratnayake - Rumesh Ratnayeke | - John Bracewell - Ewen Chatfield - Jeff Crowe - Martin Crowe - Evan Gray - Richard Hadlee - Matt Horne - Richard Jones - Ken Rutherford - Ian Smith - Martin Snedden |

## Tests

### Erster Test in Colombo
| 16. – 21. April Scorecard | Colombo (CCC) | Sri Lanka 397-9d (173.5) | – | Neuseeland 406-5 (163) |
|                           |               | Remis                    |   |                        |

### Zweiter Test in Kandy
| 24. – 29. April Scorecard | Kandy (AS) | Sri Lanka | – | Neuseeland |
|                           |            | Abgesagt  |   |            |

Nach einem am 21. April stattgefundenen Bombenanschlag der tamilischen LTTE als Teil des sri-lankischen Bürgerkrieges auf die Zentrale Bus Station in Colombo bei dem mehr als 100 Menschen starben wurde die Tour vor dem zweiten Test abgebrochen.

### Dritter Test in Colombo
| 5. – 10. Mai Scorecard | Colombo (SSC) | Sri Lanka | – | Neuseeland |
|                        |               | Abgesagt  |   |            |